# Cwjatko Paszkulew
Cwjatko Paszkulew (bg. Цвятко Пашкулев; ur. 4 lutego 1945, zm. 1 listopada 2019) – bułgarski zapaśnik walczący w stylu klasycznym. Olimpijczyk z Tokio 1964, gdzie zajął piąte miejsce w kategorii 57 kg.